# Splashdown Two
Splashdown Two  è un album degli Hot Tuna pubblicato nel 1997 e contenente brani registrati durante una performance acustica svoltasi nella stazione radio WAXQ di New York a metà degli anni settanta. Alcuni di questi pezzi sono già stati pubblicati nel vinile Splashdown del 1984.

## Tracce
1. Oh Lord, Search My Heart (Rev. Gary Davis) – 5:14
2. Death Don't Have No Mercy (Davis) – 6:48
3. I Am the Light of This World (Davis) – 4:02
4. Mann's Fate (Jorma Kaukonen) – 7:00
5. Winin' Boy Blues (Jelly Roll Morton) – 6:54
6. Embryonic Journey (Strumentale) (Jorma Kaukonen) – 2:10
7. 99 Year Blues (Julius Daniels) – 5:17
8. Police Dog Blues (Blind Blake) – 4:17
9. Sally Where'd You Get Your Liquor From (Davis) – 4:16
10. Keep Your Lamps Trimmed and Burning (Davis) – 3:09
11. I Know You Rider (Brano tradizionale) – 5:15
12. I Want You to Know (Bo Carter) – 4:12
13. Keep On Truckin' (Bob Carleton) – 4:21
14. Candy Man (Davis) – 6:22

## Formazione
- Jorma Kaukonen – chitarra acustica, voce
- Jack Casady – basso